# Lanaken
Lanaken (limburgiska: Laoneke) är en kommun i provinsen Limburg i regionen Flandern i Belgien. Kommunen hade 25 841 invånare (2019).